# Olympische Sommerspiele 1992/Leichtathletik – 50 km Gehen (Männer)

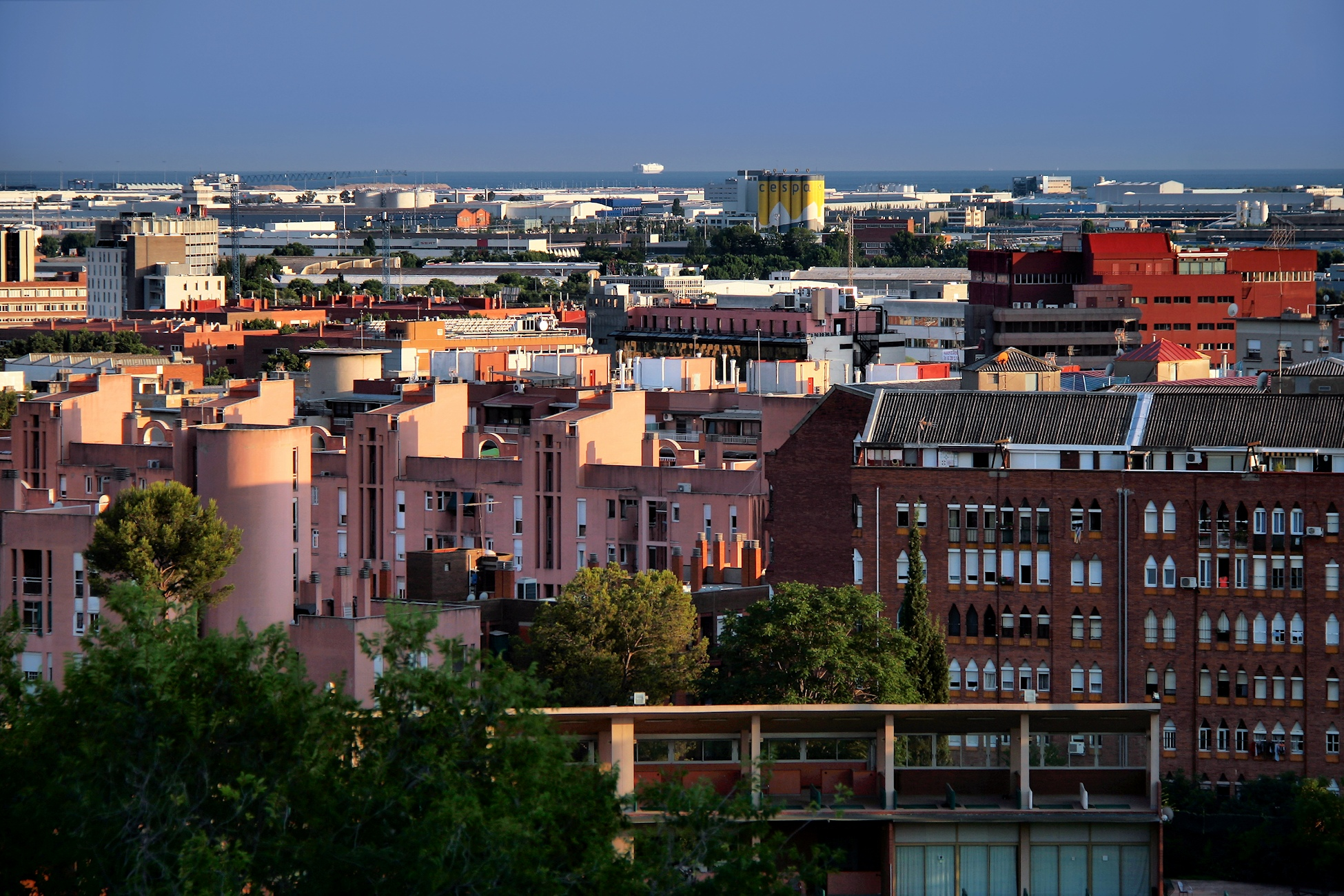
Die Zona Franca von Barcelona im Jahr 2015

Das 50-km-Gehen der Männer bei den Olympischen Spielen 1992 in Barcelona wurde am 7. August 1992 ausgetragen. 42 Athleten nahmen teil, 32 erreichten das Ziel im Olympiastadion Barcelona.
Olympiasieger wurde Andrei Perlow, der für das Vereinte Team der ehemaligen sowjetischen Teilrepubliken startete. Er gewann vor dem Mexikaner Carlos Mercenario und dem Deutschen Ronald Weigel.
Neben Medaillengewinner Weigel ging für Deutschland Hartwig Gauder an den Start, der das Ziel auf Platz sechs erreichte.

Der Österreicher Stephan Wögerbauer belegte Rang 26.

Während der Schweizer Pascal Charrière den Wettbewerb als Zwanzigster beendete, musste sein Landsmann Aldo Bertoldi aufgeben.

Geher aus Liechtenstein nahmen nicht teil.

## Aktuelle Titelträger
| Olympiasieger 1988                      | Wjatscheslaw Iwanenko ( Sowjetunion)        | 3:28:29 h                                   | Seoul 1988                                  |
| Weltmeister 1991                        | Aljaksandr Pataschou ( Sowjetunion)         | 3:53:09 h                                   | Tokio 1991                                  |
| Europameister 1990                      | Andrei Perlow ( Sowjetunion)                | 3:54:36 h                                   | Split 1990                                  |
| Panamerikanischer Meister 1991          | Carlos Mercenario ( Mexiko)                 | 4:03:09 h                                   | Havanna 1991                                |
| Zentralamerika und Karibik-Meister 1991 | 50-km-Gehen nicht im Meisterschaftsprogramm | 50-km-Gehen nicht im Meisterschaftsprogramm | 50-km-Gehen nicht im Meisterschaftsprogramm |
| Südamerika-Meister 1991                 | 50-km-Gehen nicht im Meisterschaftsprogramm | 50-km-Gehen nicht im Meisterschaftsprogramm | 50-km-Gehen nicht im Meisterschaftsprogramm |
| Asienmeister 1991                       | 50-km-Gehen nicht im Meisterschaftsprogramm | 50-km-Gehen nicht im Meisterschaftsprogramm | 50-km-Gehen nicht im Meisterschaftsprogramm |
| Afrikameister 1992                      | 50-km-Gehen nicht im Meisterschaftsprogramm | 50-km-Gehen nicht im Meisterschaftsprogramm | 50-km-Gehen nicht im Meisterschaftsprogramm |
| Ozeanienmeister 1990                    | 50-km-Gehen nicht im Meisterschaftsprogramm | 50-km-Gehen nicht im Meisterschaftsprogramm | 50-km-Gehen nicht im Meisterschaftsprogramm |

## Bestleistungen / Rekorde
Weltrekorde wurden im Straßengehen außer bei Meisterschaften und Olympischen Spielen wegen der unterschiedlichen Streckenbeschaffenheiten nicht geführt.
| Weltbestzeit       | 3:37:41 h | Andrei Perlow ( Sowjetunion)         | Leningrad, Sowjetunion | 5. August 1989     |
| Olympischer Rekord | 3:38:29 h | Wjatscheslaw Iwanenko ( Sowjetunion) | OS Seoul, Südkorea     | 30. September 1988 |

Der bestehende olympische Rekord wurde bei diesen Spielen nicht erreicht. Der für das Vereinte Team der ehemaligen sowjetischen Teilrepubliken startende Olympiasieger Andrei Perlow blieb mit seinen 3:50:13 h um 11:44 min über diesem Rekord. Zur Weltbestzeit fehlten ihm 12:32 min. Angesichts der hohen Temperaturen waren Topzeiten kaum möglich.

## Streckenführung
Der Wettbewerb wurde größtenteils auf der Straße Zona Franca durchgeführt. Die Straße liegt ca. 1,5 km südwestlich des Olympiastadions. Der Start lag auf der Zona Franca und es ging auf einen ca. 2000 Meter langen Rundkurs, der 24 Mal zu absolvieren war. Anschließend führte die Route über die Carrer del Foc und dem Passeig Olimpic ins Stadion, wo nach einer letzten Runde auf der Laufbahn das Ziel lag.

## Resultat und Wettbewerbsverlauf

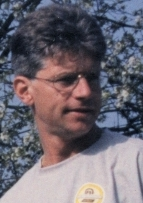
Hartwig Gauder belegte Rang sechs

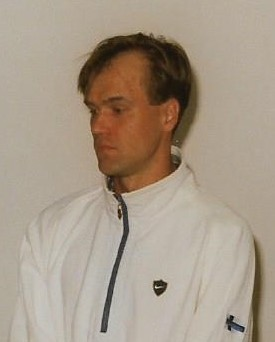
Der siebtplatzierte Valentin Kononen

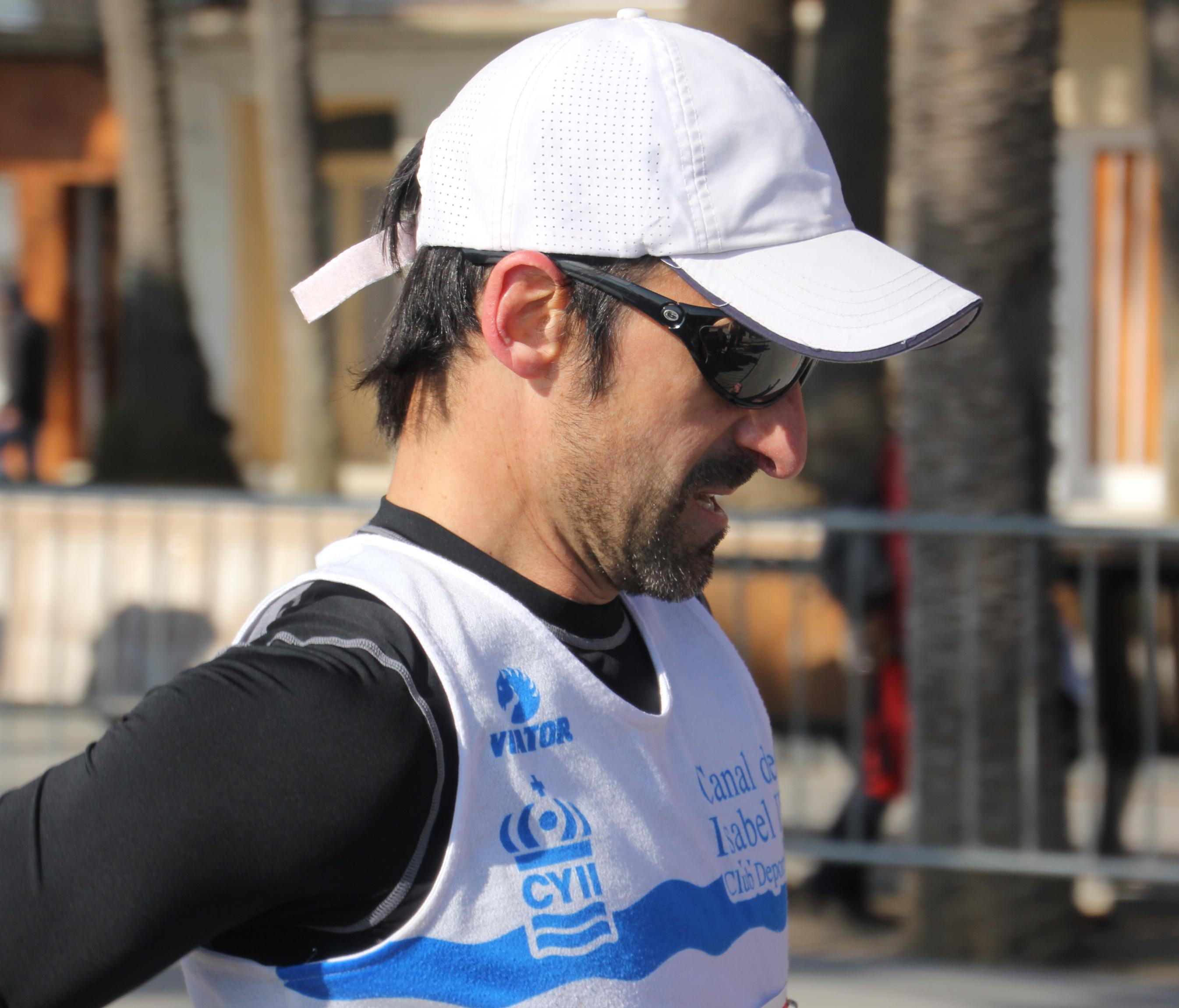
Jesús Ángel García belegte Rang zehn

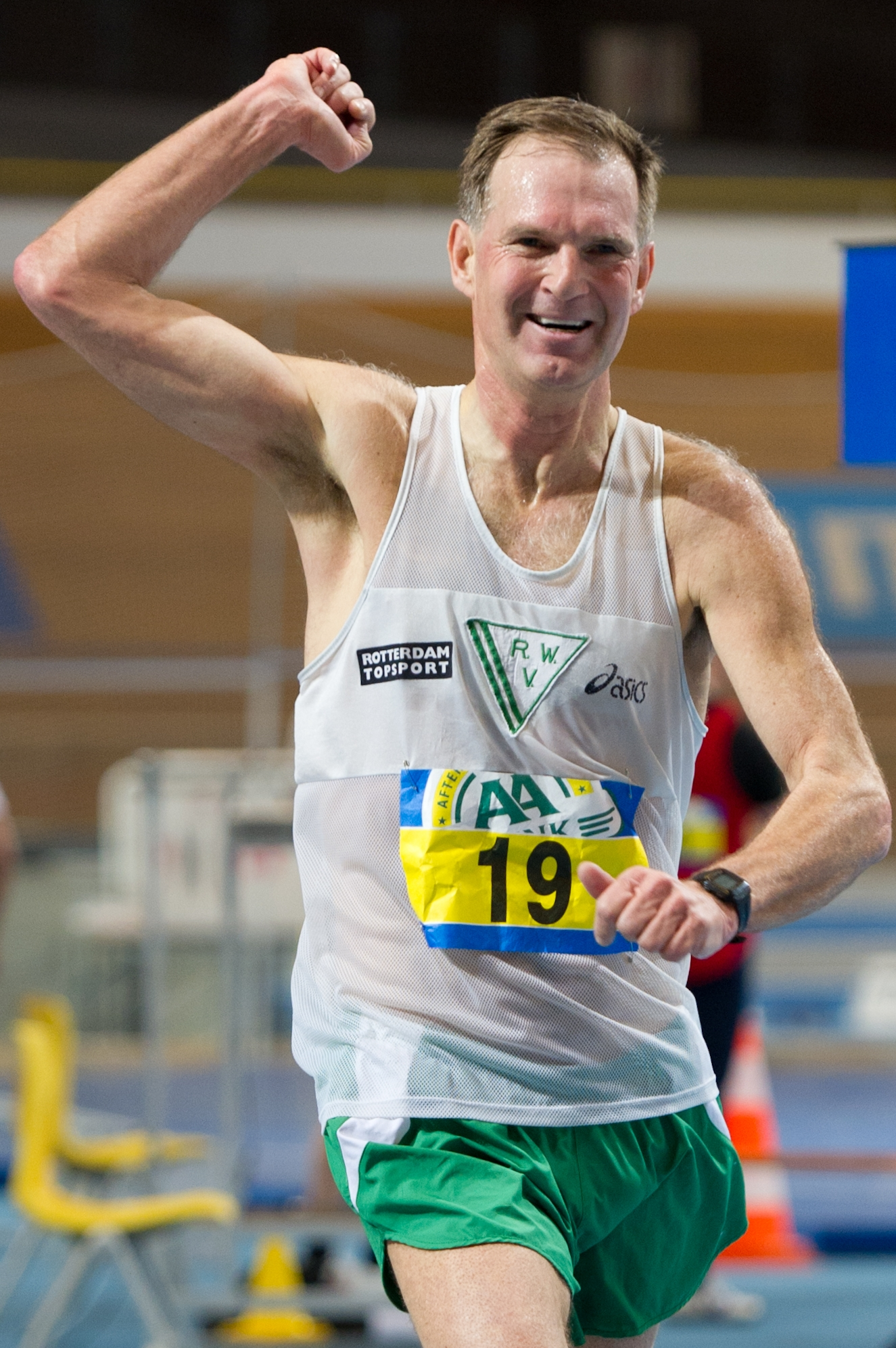
Harold van Beek (Foto: 2011) erreichte Platz 31

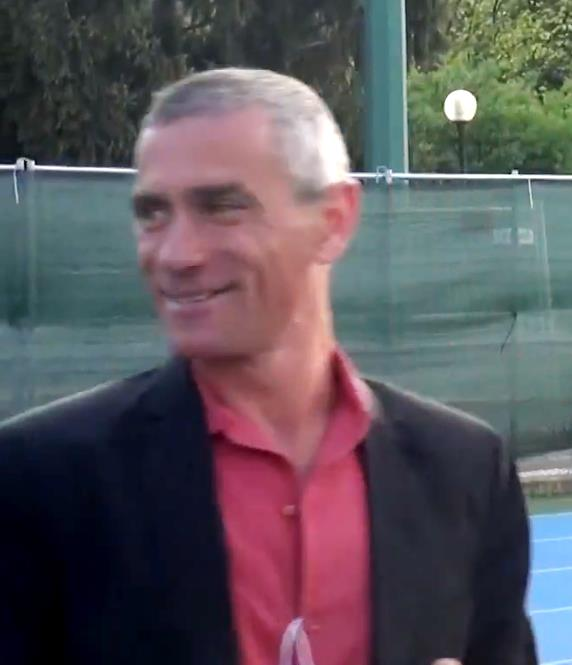
Giovanni Perricelli (hier im Jahr 2015) – nicht im Ziel

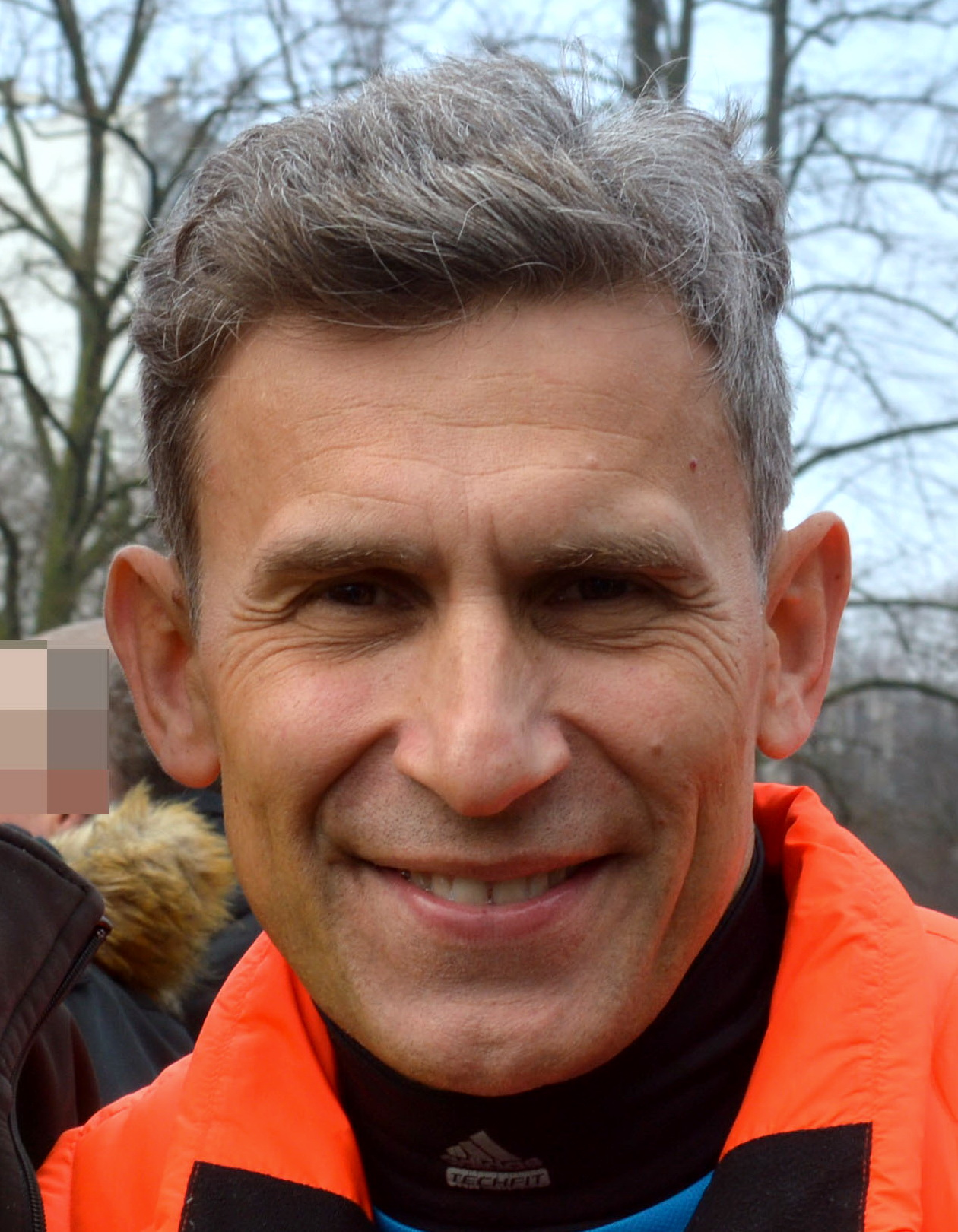
Robert Korzeniowski (Foto: 2018) – später höchst erfolgreich – wurde disqualifiziert

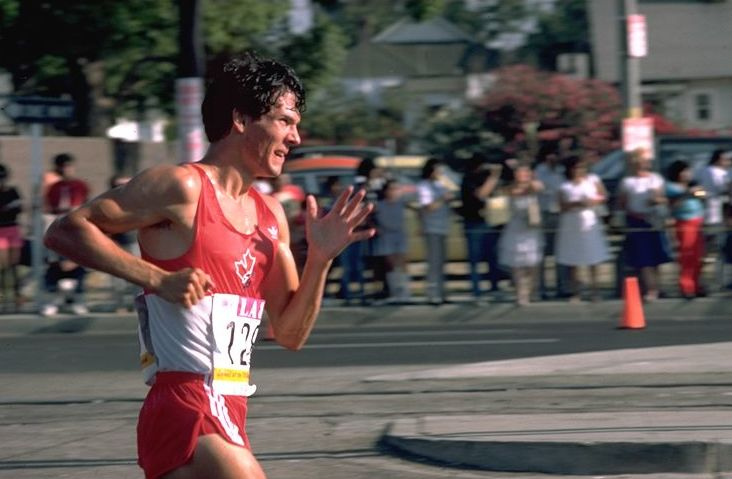
Guillaume Leblanc – Silbermedaillengewinner im 20-km-Gehen – auf der längeren Distanz disqualifiziert

Datum: 7. August 1992, 7:30 Uhr
| Zwischenzeiten      | Zwischenzeiten | Zwischenzeiten                                       | Zwischenzeiten |
| Zwischenzeit- Marke | Zwischenzeit   | Führende(r)                                          | 5-km-Zeit      |
| ------------------- | -------------- | ---------------------------------------------------- | -------------- |
| 5 km                | 21:39 min      | Aljaksandr Pataschou mit einer großen Führungsgruppe | 21:39 min      |
| 10 km               | 47:12 min      | Andrei Perlow mit 20-köpfiger Führungsgruppe         | 25:33 min      |
| 15 km               | 1:10:19 h00    | Aljaksandr Pataschou mit 13-köpfiger Führungsgruppe  | 23:07 min      |
| 20 km               | 1:33:14 h00    | Aljaksandr Pataschou und Valentin Kononen            | 22:45 min      |
| 25 km               | 1:55:31 h00    | Valentin Kononen                                     | 22:17 min      |
| 30 km               | 2:17:48 h00    | Valentin Kononen                                     | 22:17 min      |
| 35 km               | 2:40:35 h00    | Korzeniowski – 3 s vor Mercenario und Perlow         | 22:47 min      |
| 40 km               | 3:02:00 h00    | René Piller deutlich vor Mercenario und Perlow       | 21:25 min      |
| 45 km               | 3:25:58 h00    | Andrei Perlow mit klarem Vorsprung                   | 23:58 min      |
| 50 km               | 3:50:13 h00    | Andrei Perlow                                        | 24:15 min      |

### Ergebnis
| Platz | Athlet                 | Land                | Zeit (h) |
| ----- | ---------------------- | ------------------- | -------- |
| 01    | Andrei Perlow          | EUN                 | 3:50:13  |
| 02    | Carlos Mercenario      | Mexiko              | 3:52:09  |
| 03    | Ronald Weigel          | Deutschland         | 3:53:45  |
| 04    | Waleri Spizyn          | EUN                 | 3:54:39  |
| 05    | Roman Mrázek           | Tschechoslowakei    | 3:55:21  |
| 06    | Hartwig Gauder         | Deutschland         | 3:56:47  |
| 07    | Valentin Kononen       | Finnland            | 3:57:21  |
| 08    | Miguel Ángel Rodríguez | Mexiko              | 3:58:26  |
| 09    | José Marín             | Spanien             | 3:58:41  |
| 10    | Jesús Ángel García     | Spanien             | 3:58:43  |
| 11    | Stefan Johansson       | Schweden            | 3:58:56  |
| 12    | Giuseppe De Gaetano    | Italien             | 3:59:13  |
| 13    | Massimo Quiriconi      | Italien             | 4:00:28  |
| 14    | Jaime Barroso          | Spanien             | 4:02:08  |
| 15    | René Piller            | Frankreich          | 4:02:40  |
| 16    | Alain Lemercier        | Frankreich          | 4:06:31  |
| 17    | Martial Fesselier      | Frankreich          | 4:07:30  |
| 18    | Fumio Imamura          | Japan               | 4:07:45  |
| 19    | Simon Baker            | Australien          | 4:08:11  |
| 20    | Pascal Charrière       | Schweiz             | 4:08:32  |
| 21    | Leslie Morton          | Großbritannien      | 4:09:34  |
| 22    | Takehiro Sonohara      | Japan               | 4:13:22  |
| 23    | Carl Schueler          | USA                 | 4:13:38  |
| 24    | Tadahiro Kosaka        | Japan               | 4:14:24  |
| 25    | José Urbano            | Portugal            | 4:16:31  |
| 26    | Stephan Wögerbauer     | Österreich          | 1:33:24  |
| 27    | Pavol Szikora          | Tschechoslowakei    | 4:17:49  |
| 28    | José Magalhães         | Portugal            | 4:20:12  |
| 29    | Pavol Blažek           | Tschechoslowakei    | 4:22:33  |
| 30    | Paul Blagg             | Großbritannien      | 4:23:10  |
| 31    | Harold van Beek        | Niederlande         | 4:24:18  |
| 32    | Herman Nelson          | USA                 | 4:25:49  |
| DNF   | Aldo Bertoldi          | Schweiz             |          |
| DNF   | Marco Evoniuk          | USA                 |          |
| DNF   | Giovanni Perricelli    | Italien             |          |
| DSQ   | Timothy Berrett        | Kanada              |          |
| DSQ   | Godfried Dejonckheere  | Belgien             |          |
| DSQ   | Robert Korzeniowski    | Polen               |          |
| DSQ   | Guillaume LeBlanc      | Kanada              |          |
| DSQ   | José Pinto             | Portugal            |          |
| DSQ   | Aljaksandr Pataschou   | EUN                 |          |
| DSQ   | Germán Sánchez         | Mexiko              |          |
| DNS   | Li Mingcai             | Volksrepublik China |          |

Die Favoriten waren u. a. die beiden für das Vereinte Team startenden Andrei Perlow, Inhaber der Weltbestzeit und amtierender Europameister, sowie Aljaksandr Pataschou, amtierender Weltmeister. Hinzu kamen der Mexikaner Carlos Mercenario, Gewinner der Panamerikanischen Spiele 1991 und Erster der aktuellen Weltjahresbestenliste, der Deutsche Hartwig Gauder, seit vielen Jahren bei allen großen Meisterschaften konstant unter den Medaillengewinnern, und sein Landsmann Ronald Weigel, Zweiter der Olympischen Spiele 1988.
Das Feld blieb auf den ersten Kilometern zusammen. Bei Kilometer zehn hatte sich eine zwanzigköpfige Spitzengruppe gebildet. Nach weiteren fünf Kilometern hatten sich neun Geher abgesetzt, darunter Weigel, Gauder, Perlow und Mercenario. Gauder fiel später zwischenzeitlich ins Verfolgerfeld zurück. Bei Halbzeit des Rennens lag der Finne Valentin Kononen an der Spitze. Zunächst hatte er sich gemeinsam mit Pataschou abgesetzt und mit ihm einen deutlichen Vorsprung herausgearbeitet. Nach der 20-km-Marke gab Pataschou allerdings auf und Kononen war alleine vorn. Mercenario, Perlow, die Spanier Jaime Barroso und Jesús Ángel García, Weigel, der für das Vereinte Team startende Waleri Spizyn, der Mexikaner Miguel Rodríguez, der Pole Robert Korzeniowski und der Kanadier Guillaume LeBlanc bildeten die Verfolgergruppe, die eine knappe halbe Minute Rückstand hatte.
Knapp zehn Kilometer weiter hatte das Feld Kononen eingeholt. Korzeniowski setzte sich nun an die Spitze, LeBlanc hatte das Rennen aufgegeben. Kurze Zeit später griff der Franzose René Piller an und übernahm die Führung. Perlow und Mercenario folgten mit einer Minute Rückstand, wenige Sekunden dahinter lag Korzeniowski. Anderthalb Minuten hinter dem Polen folgte Weigel. Gauder hatte seine Schwächephase mittlerweile überwunden und sich wieder auf Platz zehn vorgekämpft. Fünf Kilometer vor dem Ziel hatte Perlow die Spitze übernommen. Piller lag eine halbe Minute dahinter. Nach weiteren fünfzehn Sekunden folgte Korzeniowski vor Mercenario und Weigel. Pillers Kräfte schwanden bei dem steilen Stück bergauf zum Stadion zusehends. Er fiel immer weiter zurück. Noch vor dem Eingang in den Stadiontunnel wurde Korzeniowski, der zu Mercenario aufgeschlossen hatte, nach seiner sechsten Verwarnung wegen Nichteinhaltung der Gehregeln disqualifiziert. Andrei Perlow gewann das Rennen mit beinahe zwei Minuten Vorsprung vor Carlos Mercenario. Ronald Weigel errang anderthalb Minuten dahinter die Bronzemedaille vor Waleri Spizyn und dem Tschechoslowaken Roman Mrázek. Hartwig Gauder erreichte mit einem starken Schlussabschnitt noch Platz sechs.

## Videolinks
- 4045 Olympic Track & Field 1992 50km Walk, youtube.com, abgerufen am 18. Dezember 2021
- Men's 50km Walk at the Barcelona 1992 Olympics, youtube.com, abgerufen am 10. Februar 2018